# UFO 2: Flying
UFO 2: Flying —a veces conocido simplemente como UFO 2 o Flying— es el segundo álbum de estudio de la banda británica de hard rock y heavy metal UFO, publicado en 1971 por Beacon Records. Además, es la última producción con el guitarrista Mick Bolton, que tras la gira promocional se retira de la agrupación. 
El disco solo cuenta con cinco canciones de las cuales «Star Storm» y «Flying» son las más largas que la banda ha escrito en toda su historia. Como dato, este último tema termina con un backmasking del poema «Gunga Din» del escritor Rudyard Kipling.

## Lista de canciones
Todas las canciones escritas por UFO.

| N.º | Título                        | Duración |  |
| 1.  | «Silver Bird»                 | 6:54     |  |
| 2.  | «Star Storm»                  | 18:54    |  |
| 3.  | «Prince Kajuku»               | 3:56     |  |
| 4.  | «The Coming of Prince Kajuku» | 3:43     |  |
| 5.  | «Flying»                      | 26:30    |  |

| Pista adicional en la remasterización de 2006 |                 |          |  |
| N.º                                           | Título          | Duración |  |
| 6.                                            | «Galactic Love» | 2:57     |  |

## Músicos
- Phil Mogg: voz
- Mick Bolton: guitarra eléctrica
- Pete Way: bajo
- Andy Parker: batería